# Иван Јевтовић
Иван Јевтовић (Београд, 5. април 1972) српски је глумац, рок музичар и ТВ водитељ.

## Биографија
Рођен је у Београду као син Владимира Јевтовића, глумца и професора глуме на Факултету драмских уметности у Београду и бившег управника Југословенског драмског позоришта. Његов млађи брат Јаков Јевтовић је такође глумац. Завршио је Прву београдску гимназију а затим дипломирао глуму као најбољи студент генерације на Факултету драмских уметности у Београду 1996. године у класи Гордане Марић.
Каријеру је започео још као студент, 1995, у представи "Ромео и Јулија" у режији Јагоша Марковића у позоришту "Бошко Буха". Након врло запажене улоге, ангажован је као стални члан те куће од 1996. до 2011. у којој је остварио преко 20 значајних рола.
Од 2011. постаје стални члан Атељеа 212. Прву значајну позоришну улогу је остварио у представи „Вирус“ (1997) у режији Синише Ковачевића, која га избацује у жижу српске позоришне јавности. Нешто касније је остварио и главну улогу у представи „Краљевић Марко“. У обе поменуте представе, музику је урадила београдска рок група „Деца лоших музичара“ (ДЛМ), где је Јевтовић у улози певача снимио песме „Љубав“ и „Краљевић Марко“, које су се касније нашле на албуму групе. Иначе, од априла 2006. године, Иван Јевтовић постаје званично члан и певач групе ДЛМ, након изненадног одласка претходног певача Сиље. Групу напушта у марту 2015.
Остварио је завидан број редитељских поставки позоришних представа, а често је и аутор сценског покрета у драмским комадима. Активан је и као професор на стручно уметничким академијама, у звању ванредног професора. Играо је у мјузиклу "Дом за вешање" Емира Кустурице.
Један је од оснивача и стални члан авангардне групе Торпедо, која се бави истраживањем нових позоришних тенденција. На тај начин су настале представе Клиње, Фурке, Оверлапинг, Етно циркус, Животињска фарма и др. У саставу Торпеда је и група Вроом (Vroom) која свира уживо на представама.
Поред богатог позоришног, стицао је и искуство у престижним филмским и телевизијским остварењима. Остварио је низ запажених улога на филму, као што су Стршљен (1998) Горчина Стојановића, Небеска удица (1999) Љубише Самарџића, Нормални људи (2001) Олега Новковића, Либеро (2005) Миодрага Котлајића, и у телевизијској серији Ургентни центар(2014) у улози др Рефика Петровића.
Добитник је неколико важних фестивалских награда из позоришне и филмске области. Један од првих српских глумаца који се упустио у снимање телевизијских реклама. Позајмио је глас лаву Алексу у српским синхронизацијама филмова "Мадагаскар".
Ожењен је Сандром и отац је ћерке Софије.

## Награде
- Цар Константин, за најбољу мушку улогу на Филмским сусретима у Нишу, 2002. године
- Статуета Ћуран, на Фестивалу комедије у Јагодини, 2009. године
- Најбољи млади глумац, на Фестивалу позоришта у Ужицу, 1997. године
- Најбољи дебитант, Филмски сусрети у Нишу, 1996. године
- Главна награда на фестивалу Нушићеви дани у Смедереву, 2006. године
- Главна награда на фестивалу комедије у Бијељини, 2005. године

## Филмографија
| Год.       | Назив                                    | Улога                            |
| ---------- | ---------------------------------------- | -------------------------------- |
| 1990-те    |                                          |                                  |
| 1993.      | Игра пиона (кратки филм)                 |                                  |
| 1995.      | Уске стазе (кратки филм)                 | млади Радул                      |
| 1996.      | Мали кућни графити (серија)              | Ики                              |
| 1996.      | Горе доле (серија)                       | Човек код ладе/Пинкеронов пајтос |
| 1998.      | Раскршће                                 |                                  |
| 1998.      | Породично благо (серија)                 |                                  |
| 1998.      | Стршљен                                  | Исмет                            |
| 1999.      | Небеска удица                            | Турча                            |
| 1999.      | Пропутовање                              | Владимир - млађи                 |
| 2000-те    |                                          |                                  |
| 2001.      | Нормални људи                            | Никола                           |
| 2002.      | Рингераја                                | Раја                             |
| 2003.      | Ледина                                   | Никола                           |
| 2003.      | М(ј)ешовити брак (серија)                |                                  |
| 2004.      | Скела (ТВ)                               | коцкар                           |
| 2005.      | Либеро                                   | Баја                             |
| 2007.      | Црни Груја и камен мудрости              | Јаков Ненадовић                  |
| 2007.      | Тешко је бити фин                        | Сенто                            |
| 2008.      | Љубав и други злочини                    | Мики                             |
| 2008.      | Горки плодови (серија)                   | Миша                             |
| 2009.      | Хуман Зоо                                | Милан                            |
| 2009.      | Заувијек млад (серија)                   | Дилер                            |
| 2010-те    |                                          |                                  |
| 2013.      | Шешир професора Косте Вујића (ТВ серија) | Сељак са коњем                   |
| 2013.      | Пут ружама посут                         | Бајазит I                        |
| 2014—2024. | Ургентни центар                          | др Рефик Петровић                |
| 2017.      | Пси лају, ветар носи                     | Радојица                         |
| 2019.      | Жигосани у рекету                        | арапски инвеститор               |
| 2020-те    |                                          |                                  |
| 2021.      | Александар од Југославије                | Виторио Орландо                  |
| 2022.      | Камионџије д. о. о.                      | Петопарац                        |
| 2024.      | Недеља                                   | Дулке                            |

## Позориште
| Представа                   | Позориште                       |
| --------------------------- | ------------------------------- |
| Ромео и Јулија              | Позориште "Бошко Буха"          |
| Царев заточеник             | Позориште "Бошко Буха"          |
| Пепељуга                    | Позориште "Бошко Буха"          |
| Оливер Твист                | Позориште "Бошко Буха"          |
| Снежна краљица              | Позориште "Бошко Буха"          |
| Клиње                       | Позориште "Бошко Буха"          |
| Фурка                       | Позориште "Бошко Буха"          |
| Три мускетара               | Позориште "Бошко Буха"          |
| Шаргор                      | Позориште "Бошко Буха"          |
| Мирандолина                 | Позориште "Бошко Буха"          |
| Отело                       | Позориште "Бошко Буха"          |
| Прослава                    | Атеље 212                       |
| Коса                        | Атеље 212                       |
| Збогом СФРЈ                 | Атеље 212                       |
| Ратна кухиња                | Атеље 212                       |
| Ревизор                     | Атеље 212                       |
| Отац на службеном путу      | Атеље 212                       |
| Зоран Ђинђић                | Атеље 212                       |
| Бидерман и пиромани         | Атеље 212                       |
| Ожалошћена породица         | Атеље 212                       |
| Поп корн                    | Народно позориште               |
| Укроћена горопад            | Народно позориште               |
| Имитација живота            | Народно позориште               |
| Марко Краљевић              | Београдско драмско позориште    |
| Човек је човек              | Београдско драмско позориште    |
| Вирус                       | Звездара театар                 |
| Сузе су ОК                  | Звездара театар                 |
| У потпалубљу                | Југословенско драмско позориште |
| Брилијантин                 | Позориште на Теразијама         |
| Маратонци трче почасни круг | Позориште на Теразијама         |
| Плави анђео                 | Мадленианум                     |
| Ивона, кнегиња бургундска   | Битеф театар                    |
| Тајна плаве птице           | Позориште Славија               |
| Животињска фарма            | Трупа Торпедо                   |

## Синхронизацијске улоге
| Година синх. | Цртани филм                         | Улога                 |
| ------------ | ----------------------------------- | --------------------- |
| 2004         | Меда у великој плавој кући          | споредне логе         |
| 2008         | Мадагаскар 2 – Бег у Африку         | Алекс                 |
| 2012         | Мадагаскар 3: Најтраженији у Европи | Алекс                 |
| 2015         | Мали Принц (филм из 2015)           | Лисица                |
| 2018         | Невиђени 2                          | Луцијус Бест / Ледени |